# Fangsheng
Fangsheng (kinesiska: 放生乡, 放生) är en socken i Kina. Den ligger i provinsen Sichuan, i den sydvästra delen av landet, omkring 91 kilometer sydost om provinshuvudstaden Chengdu. Antalet invånare är 11 071. Befolkningen består av 5 603 kvinnor och 5 468 män. Barn under 15 år utgör 16,0 %, vuxna 15-64 år 63 %, och äldre över 65 år 19,0 %.
Genomsnittlig årsnederbörd är 1 238 millimeter. Den regnigaste månaden är juli, med i genomsnitt 335 mm nederbörd, och den torraste är december, med 8 mm nederbörd.